# Teatre Mahen
Teatre Mahen (en txec Mahenovo divadlo) és un teatre txec situat a la ciutat de Brno. Fou construït com a teatre alemany (Deutsches Stadttheater) el 1882, i va ser un dels primers edificis públics en el món il·luminat íntegrament per la llum elèctrica. Va ser construït en una combinació de neorenaixement, neobarroc i estils arquitectònics neoclàssics.

## Noms
- Deutsches Stadttheater (Německé městské divadlo, Teatre alemany de la ciutat, 1882–1918)
- Divadlo Na Hradbách (Teatre dels Murs, 1918–1939)
- Deutsches Stadttheater (1939–45)
- Janáčkova opera (Teatre Janáček, 1945–1946)
- Janáčkovo divadlo (Teatre Janáček, 1947–1965)[2]

## Història
El Teatre Reduta a Brno es va incendiar el 1870 i l'ajuntament va decidir construir un nou edifici teatral en un curt termini de temps. Gràcies a l'esforç del llavors alcalde Gustav Winterholler, es va prendre la decisió de construir un teatre més gran i millor a la plaça d'Obstplatz (actual plaça de Malinovský). La comissió va ser assignada al reconegut estudi d'arquitectura de Viena Fellner i Helmer. L'estudi estava especialitzat en projectes d'edificis de teatre. Al voltant de 1880, el seu modern edifici de teatre era considerat un model.
La pedra fundacional es va posar el 18 de juliol de 1881. La construcció va transcórrer sense problemes, i va trigar només 16 mesos des del començament fins a l'obertura del teatre. Durant la construcció va haver de canviar la disposició interior de l'edifici diverses vegades. El motiu principal van ser els incendis devastadors que afectaven els teatres europeus en aquell moment. El març de 1881, un incendi al Théâtre Royal de Niça va matar gairebé 200 persones. L'agost de 1881, un incendi va destruir la cúpula de coure, l'auditori i l'escenari del Teatre Nacional de Praga. El mateix any, un altre incendi al Ringtheater de Viena va matar almenys 384 persones. Els constructors del nou teatre de Brno van decidir prendre mesures per evitar incidents similars. Als plànols es van incloure noves sortides i escales laterals addicionals. Tot i això, la decisió més important va ser substituir la il·luminació de gas proposada per una nova invenció: la llum elèctrica. A mitjan 1881, l'ajuntament de Brno va negociar un contracte amb l'Edison Electric Light Company. Els plànols van ser dissenyats pel mateix Thomas Edison, i el projecte va ser construït per fabricants francesos i austríacs, sota la supervisió de l'assistent d'Edison, Francis Jehl. La central s'havia de construir en un lloc llunyà, a gairebé 300 m del teatre, per garantir la minimització del soroll. Entre altres coses, l'equipament de la central constava de quatre grans dinamos importades de Nova York.
Thomas Edison no va estar present a la instal·lació del dispositiu, no va visitar Brno fins 25 anys després.
El teatre es va inaugurar el 14 de novembre de 1882 amb l'obertura festiva Die Weihe des Hauses de Ludwig van Beethoven. La celebració de la inauguració va continuar amb l'obra U paní Bruny, escrita pel director alemany del teatre, Adolf Franckel, i va acabar amb l'Egmont de Goethe.
Inicialment, el Teatre Mahen era un teatre d'òpera alemany, i s'anomenà Deutsches Stadttheater ('Teatre Alemany de la Ciutat'). El 1918, després de la Primera Guerra Mundial, va passar a mans del recentment fundat estat txecoslovac. Es va canviar de nom Divadlo na Hradbách (Teatre dels Murs) i el primer assessor dramàtic va ser el novel·lista i dramaturg Jiří Mahen, de qui el teatre va agafar el nom des del 1965.
El 1936, el teatre va ser reconstruït en gran part per la companyia Kolben - Daněk. Gràcies a la reconstrucció, es va convertir en un dels edificis teatrals més moderns de Txecoslovàquia.
El Teatre Mahen d'avui va servir principalment com a teatre d'òpera, fins que es va construir el Teatre Janáček el 1965. Aquí es van estrenar cinc de les òperes tardanes de Leóš Janáček, a més del ballet Romeu i Julieta de Serguei Prokófiev. Des de 1965, el teatre ha estat l'escenari principal del conjunt dramàtic del Teatre Nacional de Brno.
Les peces del cablejat original es mostren del del 2009 al foyer del teatre. El Teatre Mahen va ser proclamat un dels Monuments Tècnics Nacionals de la República Txeca.

## Estrenes notables
- Kàtia Kabànova (Leoš Janáček) (1922)
- La guineueta astuta (Leoš Janáček) (1924)
- El cas Makropoulos (Leoš Janáček) (1926)
- De la casa dels morts (Leoš Janáček) (1930)
- Romeu i Julieta (Serguei Prokófiev) (1938)
- Šarlatán (Pavel Haas) (1938)
- El destí (Leoš Janáček) (1958)